# Louis-Philippe Dalembert
Louis-Philippe Dalembert (Port-au-Prince, dicembre 1962) è uno scrittore haitiano, di lingua francese e lingua creola haitiana.
La sua opera, romanzi, racconti e poesie, è tradotta in varie lingue tra cui l'italiano.

## Biografia
Figlio di due maestri elementari, Louis-Philippe Dalembert è nato a Port-au-Prince in dicembre 1962. La morte del padre, pochi mesi dopo la sua nascita, ha conseguenze drammatiche sulla situazione economica della famiglia. Egli trascorre i primi anni della sua infanzia a Bel-Air, un quartiere popolare della capitale, immerso in un universo femminile: le cugine della madre, che durante la settimana va ad insegnare in provincia, la sorella maggiore, le prozie e la nonna materna. Quest'ultima comanda il suo piccolo mondo a bacchetta, in una Port-au-Prince governata col pugno di ferro da François Duvalier, per tutti "Papa Doc". All'età di sei anni vive la prima traumatica separazione della sua vita: la famiglia lascia, infatti, il quartiere per andare ad abitare altrove. Da questa esperienza nascerà un romanzo intitolato Le crayon du bon Dieu n'a pas de gomme (La matita del buon Dio non ha la gomma), testimonianza di un'infanzia molto religiosa vissuta all'insegna del sabbat.
Port-au-Prince, negli anni 1960-1970, è anche i cinema all'aria aperta, i famosi drive in, uno dei quali si trova dietro la nuova casa, al di là di un burrone. La sera tutto il quartiere si ritrova in un terreno mezzo abbandonato per assistere alla proiezione dei film. Lì Dalembert vede i western, di cui va pazzo, i primi kung fu e Ultimo tango a Parigi. Certo, bisogna ovviare alla pessima acustica, immaginando da soli i dialoghi o aspettando che sia uno spettatore ad improvvisarli. Da questo momento, per Dalembert raccontare significa innanzitutto far vedere.
Di formazione letteraria e giornalistica, Dalembert lavora come giornalista nel suo paese natale prima di partire, nel 1986, in Francia dove completa i suoi studi alla Sorbona con un dottorato di ricerca in letteratura comparata sullo scrittore cubano Alejo Carpentier. Dopo la sua partenza da Haïti, questo vagabondo poliglotta (maneggia, infatti, con disinvoltura sette lingue) ha vissuto a Nancy, Parigi, Roma, Gerusalemme, Brazzaville, Kinshasa, Firenze.
La sua opera porta le tracce del suo vagabondaggio, concetto che egli preferisce a quello di erranza, e della tensione permanente tra due età (l'infanzia, da cui deriva il suo sguardo sul mondo, e l'età adulta), tra due o più luoghi.
Dopo aver vissuto a Roma, oggi vive tra Berlino, Parigi e Port-au-Prince.